# Даринка
Даринка је женско словенско име. Настала је из корена речи дар у смислу "дарована од Бога". Мушки облик овог имена је Даринко.

## Познате особе са тим именом
- Даринка Буља
- Даринка Гвозденовић
- Даринка Грујић Радовић
- Даринка Ђурашковић
- Даринка Јандрић
- Даринка Јеврић
- Даринка Мирковић Боровић
- Даринка Обреновић
- Даринка Павловић
- Даринка Петровић Његош
- Даринка Радовић
- Даринка Симић Митровић
- Даринка Стојиљковић
- Даринка из Рајковца